# Omayra Leeflang
Omayra Victoria Elizabeth Leeflang (23 december 1954) is een voormalig Curaçaos politicus. Tussen 2012 en 2017 was zij lid van de Staten van Curaçao. Daarvoor bekleedde zij namens de PAR verschillende ministersposten. Zij werd de laatste minister van Onderwijs, Wetenschap, Cultuur en Sport en de laatste minister van Volksgezondheid en Sociale Ontwikkeling van de Nederlandse Antillen. 
Leeflang was van 1999 tot juni 2004 lid van de Staten van de Nederlandse Antillen en heeft daarna verschillende ministersposten van de Nederlandse Antillen bekleed in de periode van 3 juni 2004 tot 10 oktober 2010. Van 2004 tot maart 2006 minister van Verkeer en Vervoer, 2006 tot oktober 2010 minister van Onderwijs, Wetenschap, Cultuur en Sport, juni 2007 tot oktober 2010 minister van Volksgezondheid en Sociale Ontwikkeling. In de periode 2007 tot 2010  heeft Omayra Leeflang in de kabinetten de Jongh-Elhage I en II tegelijkertijd de twee portefeuilles Onderwijs en Volksgezondheid bekleed.
Voor de ontmanteling van de Nederlandse Antillen op 10 oktober 2010 was ze jarenlang minister van Onderwijs van de Nederlandse Antillen. Nadat Curaçao een zelfstandig land werd binnen het Koninkrijk der Nederlanden werd Leeflang lid van de Staten van Curaçao. Bij de Statenverkiezingen van 2012 werd Leeflang herkozen. In juni 2014 stapte ze uit de fractie van PAR omdat ze het oneens was met de steun van PAR voor de Basis Ziektekosten Verzekering, de BZV. Ze ging verder als onafhankelijk lid in de Staten van Curaçao.
In 2015 kondigde Leeflang aan een nieuwe partij te beginnen, Un Kòrsou Hustu. Leeflang werd politiek leider en lijsttrekker. De partij deed mee aan de Statenverkiezingen van 2016 en 2017. In 2016 behaalde de partij één zetel, die zij in 2017 alweer verloor. Leeflang stapte vervolgens uit de politiek en is sindsdien actief als ontwerper en bestuurder op het gebied van kunst, onder meer als voorzitter van Kura di Arte, een stichting voor podiumkunst en educatie. Tijdens de verkiezingsperiode van 2021 publiceerde Leeflang het boek 'Verkiezingen: keiharde marketing', waarin zij een beeld schetst van een gegijzelde democratie op Curaçao. In de schooltaalstrijd pleitte zij in 2022 tegen afschaffing van de vrijheid van instructietaal en het opleggen van Papiamentu als instructietaal in het funderend onderwijs. Papiamentu werd als officiële taal van de Nederlandse Antillen ingevoerd in 2007 tijdens haar ministerschap van onderwijs.
Op 11 februari 2011 werd Omayra Victoria Elizabeth Leeflang benoemd tot Officier in de Orde van Oranje-Nassau. Besluit nr. 11.000333. 